# Orsillus depressus
Orsillus depressus, auch Wacholder-Bodenwanze genannt, ist eine Wanze aus der Familie der Bodenwanzen (Lygaeidae).

## Merkmale
Die Wanzen werden 6,7 bis 8,2 Millimeter lang. Ihr Kopf ist länger als das erste Glied der Fühler, das vierte Glied ist keulenförmig verdickt. Das Pronotum ist punktförmig strukturiert. Der Hinterleib ist an den Seiten (an den Connexivia) hell und dunkel gestreift. In Mitteleuropa ist die Art unverwechselbar.

## Verbreitung und Lebensraum
Die Art ist mediterran verbreitet und tritt im Osten bis in die Kaspische Region auf. Sie tritt zunehmend nördlicher auf und hat sich mittlerweile auch in Deutschland, in Österreich und Ungarn ausgebreitet. Man findet sie in Mitteleuropa nur lokal, aber in allen für sie günstigen Lebensräumen. Die nördliche Ausbreitung der Art dürfte durch Zierpflanzen verursacht worden sein.

## Lebensweise
Die Tiere sitzen vor allem im Flachland nur auf stark besonnten Wirtspflanzen und treten dort mitunter in großer Zahl auf. Im Mittelmeerraum findet man sie auf Wacholder (Juniperus) und Zypressen (Cupressus), im Norden auch auf allen anderen Zypressengewächsen (Cupressaceae), wie z. B. Scheinzypressen (Chamaecyparis) und Lebensbäumen (Thuja). Die Tiere überwintern als Imago, nur selten als Nymphen. Die Paarung findet ab Mai statt, die Weibchen legen ihre Eier dann bis in den Sommer hinein ab. Ab Ende Juli bis Anfang August treten die Adulten der neuen Generation auf. Im Frühjahr kann man Dispersionsflüge der Art beobachten.

## Belege